# Vjetroelektrana Zadar 4
Vjetroelektrana Zadar 4 ili VE Zadar 4 je vjetroelektrana uz cestu Benkovac - Karin Donji, na sjevernoistočnoj strani u kršu Bukovice, gdje je završena prva faza izgradnje, u vlasništvu privatne tvrtke Eko Zadar Dva d.o.o. Benkovac. Vjetroelektrana ima prva 4 vjetroagregata snage 9,2 MW (4 x Siemens - SWT-93 - 2,3 MW), a u budućnosti se još očekuje 6 vjetroagregata snage 18 MW. Ulaganje je vrijedno 360 milijuna kuna, za prvu fazu 120, a za drugu 240 milijuna kuna. Od toga su 30% vlastita sredstva, a 70% krediti Hrvatske banke za obnovu i razvitak (HBOR) te Zagrebačke banke. Proizvodnja će biti oko 30 GWh električne energije, što je dovoljno za opskrbu preko 6,5 tisuća domaćinstava. Divovska konstrukcija vjetroagregata je teška preko 130 tona. Rotor ima masu 62 tone, a gondola oko 80 tona. Promjer rotora agregata iznosi 108 metara.

## Vjetroelektrane u Hrvatskoj
Vjetroelektrane u Hrvatskoj su započele svoj razvoj još 1988., kada je Končar postavio prvi vjetroagregat u brodogradilištu Uljanik, koji se i danas tamo nalazi, no onda je razvoj istoga obustavljen. Danas Končar ima postavljen prvi prototip svog modernog vjetroagregata na lokaciji Pometeno brdo u blizini Splita i pokušava uhvatiti korak s ostalim poznatim proizvođačima vjetroagregata.
Promatrajući karakteristike vjetra na prostoru Hrvatske, može se zaključiti da Hrvatska ima na desetke područja koja imaju zadovoljavajući vjetropotencijal za izgradnju elektrana. Mjerenja određenih karakteristika vjetra (brzina, smjer, učestalost) pokazala su kako je za iskorištavanje energije vjetra povoljnije područje Jadrana od kontinentalnog dijela Hrvatske. Stoga su prve hrvatske vjetroelektrane izgradene upravo na tom području.
U Hrvatskoj je trenutno 20 vjetroelektrana koje su u normalnom radu (kolovoz 2018.) i koje isporučuju električnu energiju u elektroenergetski sustav Hrvatske. Instalirana snaga svih vjetrolektrana je 570 MW, u radu je 254 vjetroagregata koji isporučuju godišnje oko 1 475 GWh električne struje. Za usporedbu Termoelektrana Plomin ima snagu 330 MW i isporučuje godišnje oko 2 173 GWh električne struje.

## Poveznice
- Vjetroelektrane u Hrvatskoj